# Fritz Bayerlein (Textilfabrikant)
Fritz Bayerlein (* 23. Juli 1905 in Bayreuth; † 29. April 1996 ebenda) war ein deutscher Textilfabrikant.

## Leben
Bayerlein besuchte die Oberrealschule in Bayreuth. Nach dem Abitur studierte er Wirtschaftswissenschaften an der TH München und der Universität Innsbruck, wo er in den Corps Isaria (1925) und Rhaetia (1926) aktiv wurde. Als Inaktiver ging er an die Universität Lausanne, die Universität Köln und schließlich an das Staatliche Technikum für Textilindustrie in Reutlingen. Nach mehreren Betriebspraktika stieg er 1932 in das Familienunternehmen F. C. Bayerlein ein. Im Zweiten Weltkrieg bei der Wehrmacht, geriet er in Kriegsgefangenschaft. Nach der Entlassung baute er den im Krieg zerstörten Betrieb zu einem Großunternehmen der Kunstfaserverarbeitung auf. 1973 wurde er Geschäftsführer der Verwaltung des Betriebs. Ein Jahr später übernahm er dieses Amt auch bei der Consulting-Abteilung. Von 1953 bis 1975 war er Vorsitzender der Bezirksgruppe Bayreuth der Vereinigung der Arbeitgeberverbände in Bayern. Von 1962 bis 1975 bekleidete er das Amt des Vizepräsidenten der Industrie- und Handelskammer Oberfranken, bei der er auch Vorsitzender des Arbeitsausschusses war. Außerdem war er Vorsitzender des Verbandes der nordbayerischen Textilindustrie. Er saß im Präsidium von Gesamttextil, in den Vorständen des Verbandes deutscher Baumwollspinner und des Landesverbandes der bayerischen Industrie, im Beirat der Planungsregion der Regierung von Oberfranken sowie im Beirat der Textilfachschule Münchberg an. Ferner war er Vorsitzender des Kuratoriums und Ehrensenator der Universität Bayreuth. Von 1972 bis 1977 saß er im Bayerischen Senat.
Das damals in Köln ansässige Corps Friso-Luneburgia verlieh ihm 1953 das Band.